# David Lacombled
David Lacombled, né le 17 mai 1968 à Beauvais (Oise), est un journaliste et entrepreneur français.

## Carrière
Diplômé de l'École supérieure de journalisme de Paris en 1990, David Lacombled commence sa carrière journalistique en 1985 en présentant un journal quotidien sur des radios libres de Beauvais et Rouen[réf. souhaitée]. En 1990, il dirige pour le Mouvement des jeunes républicains la publication du journal Force J. En 1992, il présente Le Journal de l'économie sur RFI. Entre 2020 et 2021, il tient une chronique hebdomadaire dans Le Parisien Week-end, et depuis 2018, dans L'Opinion. Il intervient également sur la webtv B SMART.
Au début de sa carrière, David Lacombled s'engage également en communication politique : il est chargé de communication au cabinet du député-maire d’Amiens, Gilles de Robien (1992-1993), puis chargé de mission au cabinet du ministre de la Défense, François Léotard (1993-1995), puis chargé de communication du président de l'UDF, François Léotard (1996-1997).
Dans le monde entrepreneurial, David Lacombled crée plusieurs entreprises : en 1997, la SARL Orange Bleue ; en 2016, la SARL Atma Yoga Studio à Paris ; en 2020, la SAS Lacombled.co ; en 2020, la SAS No Limit Agency.
En 2000, il rejoint le Groupe Wanadoo. Il participe à la création de la chaîne d'actualité du portail Wanadoo.fr, devenu Orange.fr, dont il est le directeur d'antenne à partir de 2002. En 2005, il devient « directeur des relations institutionnelles » du Groupe France Telecoms. De 2007 à 2010, il est « directeur du contenu et des chaînes » de Orange.fr où il crée le Talk Orange-Le Figaro. De 2010 à 2016, il y est « directeur délégué de la stratégie de contenus ».
À partir de 2014, David Lacombled est très présent dans le monde associatif : de 2014 à 2018, il préside l'association professionnelle qui rassemble l’ensemble des experts du marketing digital en France, IAB France, devenue Alliance Digitale, ; en 2014, il crée et préside l'association Villa Numeris « créée pour faire avancer le débat public compte-tenu du poids croissant que représente le numérique dans la vie quotidienne de l'ensemble des citoyens qu'il s'agisse de culture, de politique, de travail, d'économie et de tous les enjeux sociétaux » ; de 2018 à 2021, il préside l'association La Station de Saint-Omer (62) dont l'objectif de « favoriser l’innovation et l’entrepreneuriat en Pays de Saint-Omer ».
David Lacombled participe à la vie de nombreux conseils d'administration : Orange Studio (2011-2016), IAB France (2006-2018), ARPP (2014-2017), ACPM (2014-2017), CELSA Sorbonne Université (2013-…) qu'il préside à partir de 2022, AFP (2022-…), ECPAD qu'il préside à partir de 2023.

## Publications
- Cyril Fergon et David Lacombled, Le Guide du candidat aux élections municipales, Paris, Flammarion, 2001
- David Lacombled, Digital Citizen. Manifeste pour une citoyenneté numérique, Paris, Plon, 2013, 167 p.
- David Lacombled, S'informer demain. Lutter contre le virus des fake news, Paris, Éditions de l'observatoire, coll. « Et après ? », 2020

## Distinctions
- Officier de l'ordre national du Mérite[17]
- Chevalier de l'ordre des Arts et des Lettres[réf. souhaitée]